# ندر کلت
ندر کلت (به انگلیسی: Nether Kellet) یک روستا و محله مدنی در بریتانیا است که در لنکستر واقع شده‌است. ندر کلت ۶۶۳ نفر جمعیت دارد.